# Capilla del Sagrario (Catedral de Palencia)

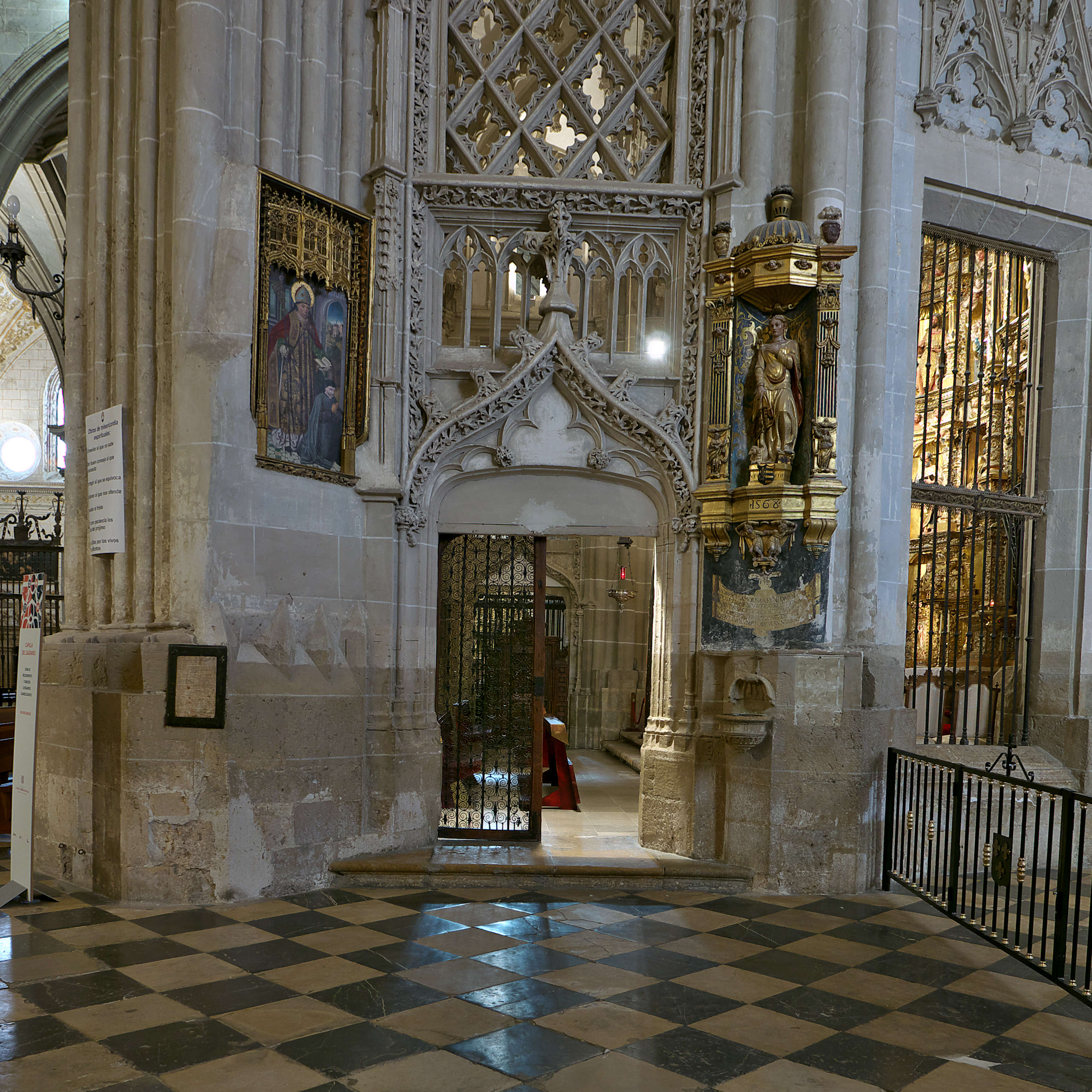
Capilla del Sagrario en la Catedral de Palencia. Puerta de entrada con la reja románica

La Capilla del Sagrario de la Catedral de Palencia (España), se encuentra en la parte central del ábside de este edificio, rodeada por la girola, tal y como correspondería a una capilla mayor. Esto se debe a que en origen y durante casi un siglo esta zona estuvo ocupada por la primitiva capilla mayor de la catedral. Toma también los nombres de Capilla de los Curas y Capilla de la Parroquia. Consta de siete paredes que dan a la girola. La bóveda, de arcos cairelados, es de gran interés artístico.

## Historia y evolución de las obras

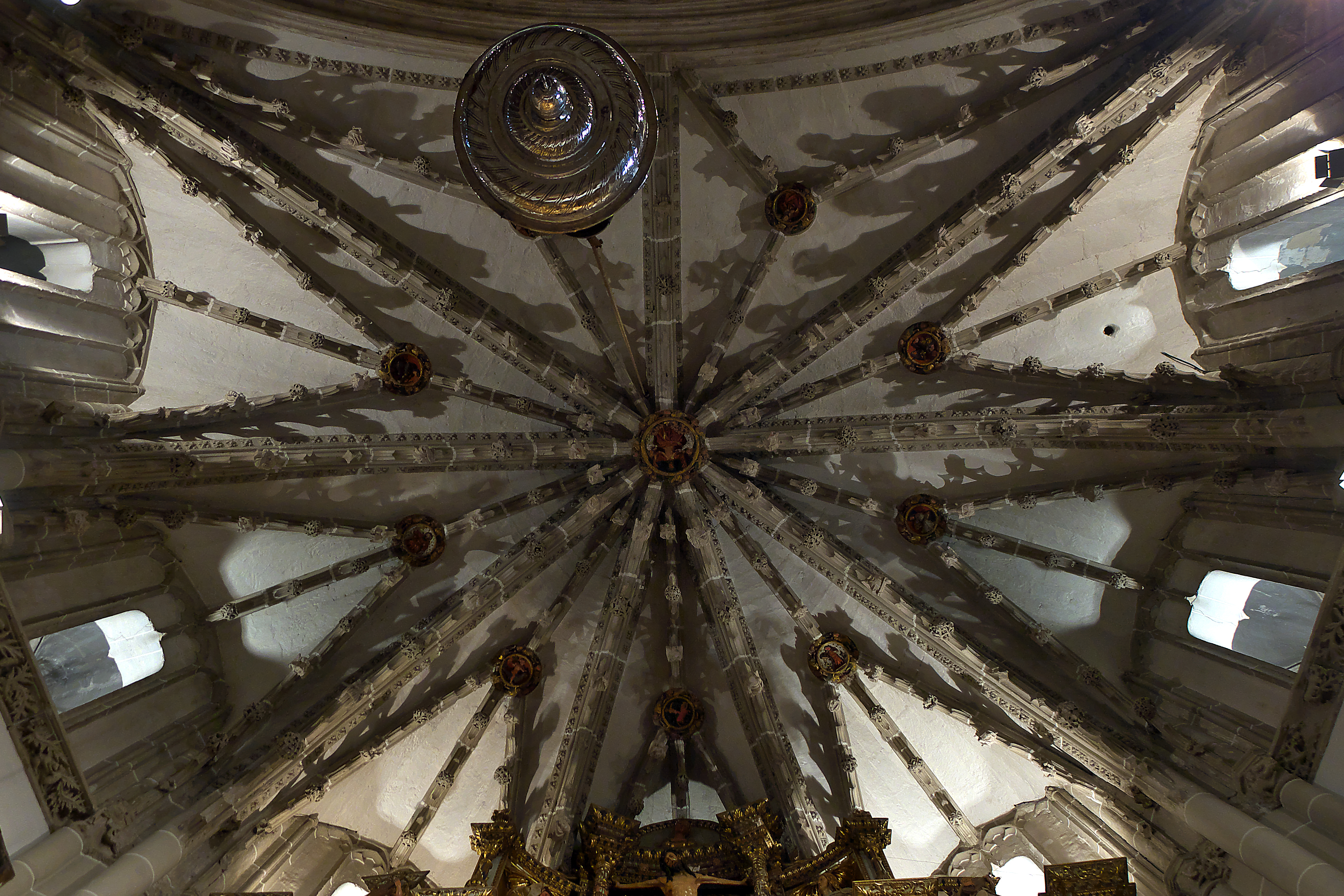
Isambart, maestro mayor (1424) de la catedral, remodela la cabecera

En 1403 llegó a la sede palentina nombrado obispo por el papa Benedicto XIII de Aviñón Sancho de Rojas, hombre de confianza de Fernando de Antequera (que por entonces era regente en nombre de su sobrino Juan II de Castilla, junto a su cuñada Catalina de Lancáster). Sancho de Rojas fue el verdadero impulsor de las obras de la capilla propuesta para ser capilla mayor. Bajo su mandato y antes de ser trasladado en 1515 a la sede de Toledo se terminaron las obras, cerrando sus bóvedas. Toda la decoración fue sufragada por este obispo cuando ya era arzobispo de Toledo, con la intención de que la capilla sirviera como lugar de su enterramiento, aunque no lo consiguió. En 1519 se trasladó la capilla mayor a su actual emplazamiento quedando este lugar como capilla del Sagrario.

## Arco de acceso
La capilla tiene acceso directo al falso crucero mediante un arco triunfal cuyo intradós está muy decorado con arcos polilobulados con caireles de tradición árabe. En las enjutas destacan dos esculturas junto a los escudos del obispo Rojas. La de la derecha representa al promotor de la obra y la de la izquierda al canónigo Pedro Estébanez de Alcántara. El arco está cerrado casi hasta la mitad por una gran reja de dos cuerpos, adornada con flores de lis, símbolo del obispo fray Alonso de Burgos y rematada por un crucifijo y el escudo de dicho obispo. Sobre el arco se extiende un frontal con arquería y estatuas bajo doseletes: en el centro la Virgen con el Niño y a los lados san Pedro, san Andrés, san Antolín y dos diáconos. Todas estas esculturas, de estilo Gótico, se atribuyen a un maestro francés de principios del siglo XV.

## Retablo
A finales del siglo XV, la dama Inés de Osorio había costeado un retablo de plata para esta capilla que hacía las funciones de capilla mayor. El obispo Diego de Deza encargó un nuevo retablo para sustituir al de plata, pero no llegó nunca a colocarse ya que se instaló directamente en la nueva capilla mayor. En 1529 se pensó en sustituir el retablo de plata por el actual, cuyo coste se realizó con el valor de la plata del antiguo. Se terminó en 1534 en que lo policromaron Andrés de Espinosa y Cristóbal de Herrera.

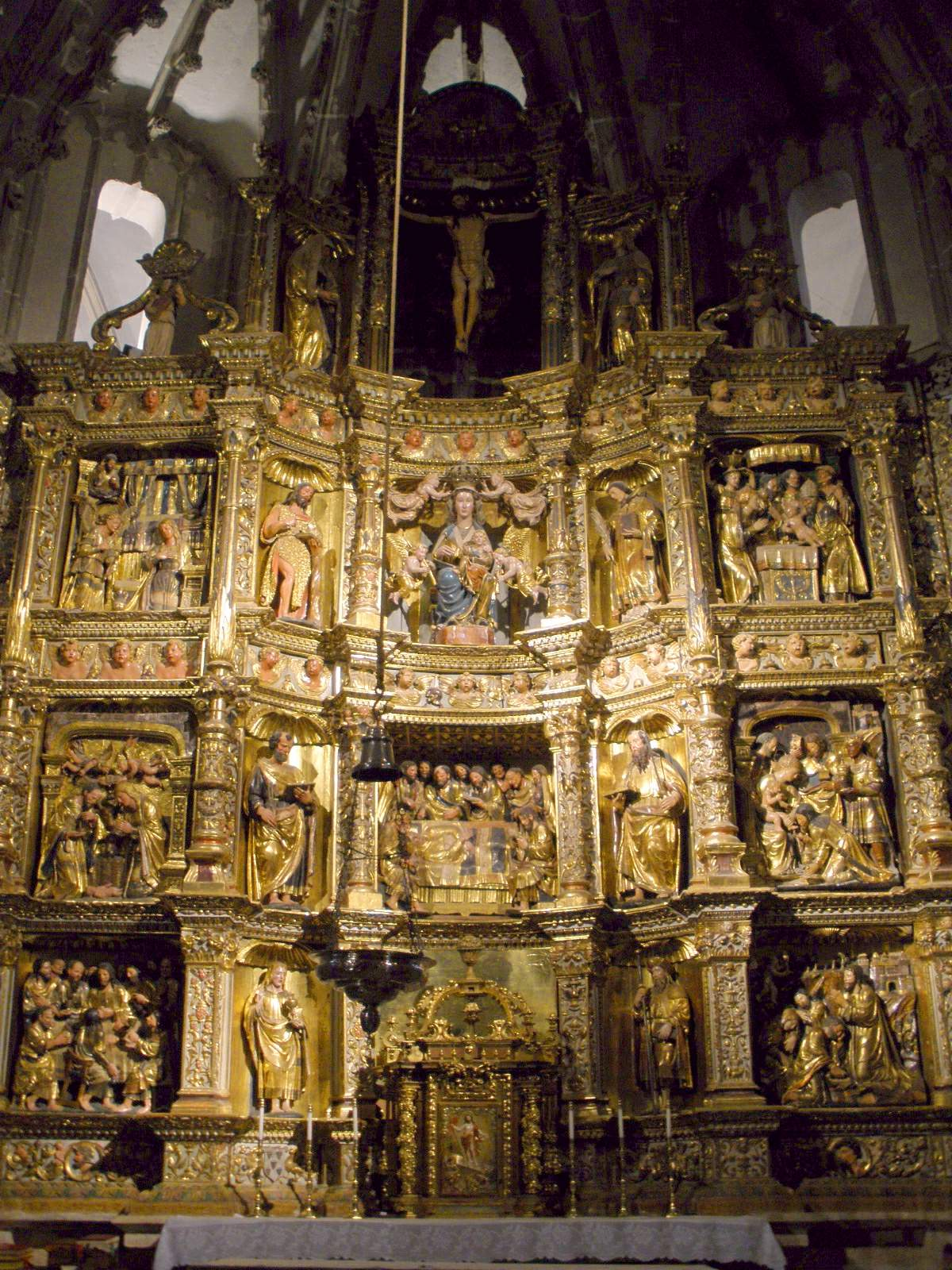
Retablo

El retablo está situado en el centro de la capilla. Es obra de Juan Ortiz el Viejo I y de artistas pertenecientes al grupo de Felipe Vigarny y Juan de Balmaseda, fechado entre 1529 y 1534. Muestra la influencia que tuvo la escultura burgalesa en Palencia durante el siglo XVI. Estudios recientes han detectado un influjo de Alonso Berruguete y las colaboraciones de Francisco Giralte y Manuel Álvarez. La estructura del retablo consta de banco y tres cuerpos más el ático, dividido verticalmente en dos calles y dos entrecalles. El banco presenta decoración renacentista con medallones y elementos vegetales.
El primer cuerpo figura de izquierda a derecha:
- La Última Cena (escuela burgalesa); figuras de canon corto por la dificultad de distribuir tantos personajes en un espacio pequeño.
- San Juan Evangelista (en la entrecalle); figura exenta en hornacina con venera.
- Tabernáculo barroco, fruto de una reforma del retablo en el siglo XVII, por Santiago Carnicero.
- Santiago Apóstol
- La Oración en el Huerto. Al fondo de la escena se divisan unas montañas y un castillo gótico en representación de la ciudad de Jerusalén, más un ángel con un cáliz y unos árboles.

El segundo cuerpo está compuesto por:
- La Natividad, cuya composición simétrica presenta a los principales personajes de la escena sobre los que revolotean dos ángeles.
- San Pedro y San Pablo, en hornacinas de venera.
- Tránsito de la Virgen en la calle central, con figuras abigarradas en el fondo, que hacen dividir la escena en dos planos.
- Epifanía.

En el tercer cuerpo puede verse:
- La Anunciación.
- Juan Bautista y San Antolín en las entrecalles.
- La Coronación de la Virgen, escultura de bulto redondo, gótica del siglo XV, que pertenecía al antiguo retablo de esta capilla y que fue costeada por Inés de Osorio. Es una pieza de influencia burgalesa, por la posición de la mano izquierda de la Virgen sobre el hombro del Niño. Es éste un gesto muy frecuente en los artistas palentinos durante la segunda mitad del siglo XIII y principios del siglo XIV. Otra señal característica es el broche en forma de uve con que se sujetan los mantos de ambos personajes, costumbre que puede verse en las esculturas de Navarra, La Rioja, y País Vasco, que se conocen con el nombre de Andra Mari.[10]
- Ático: como es costumbre en la mayoría de retablos, está ocupado por un Calvario.

## Rejería

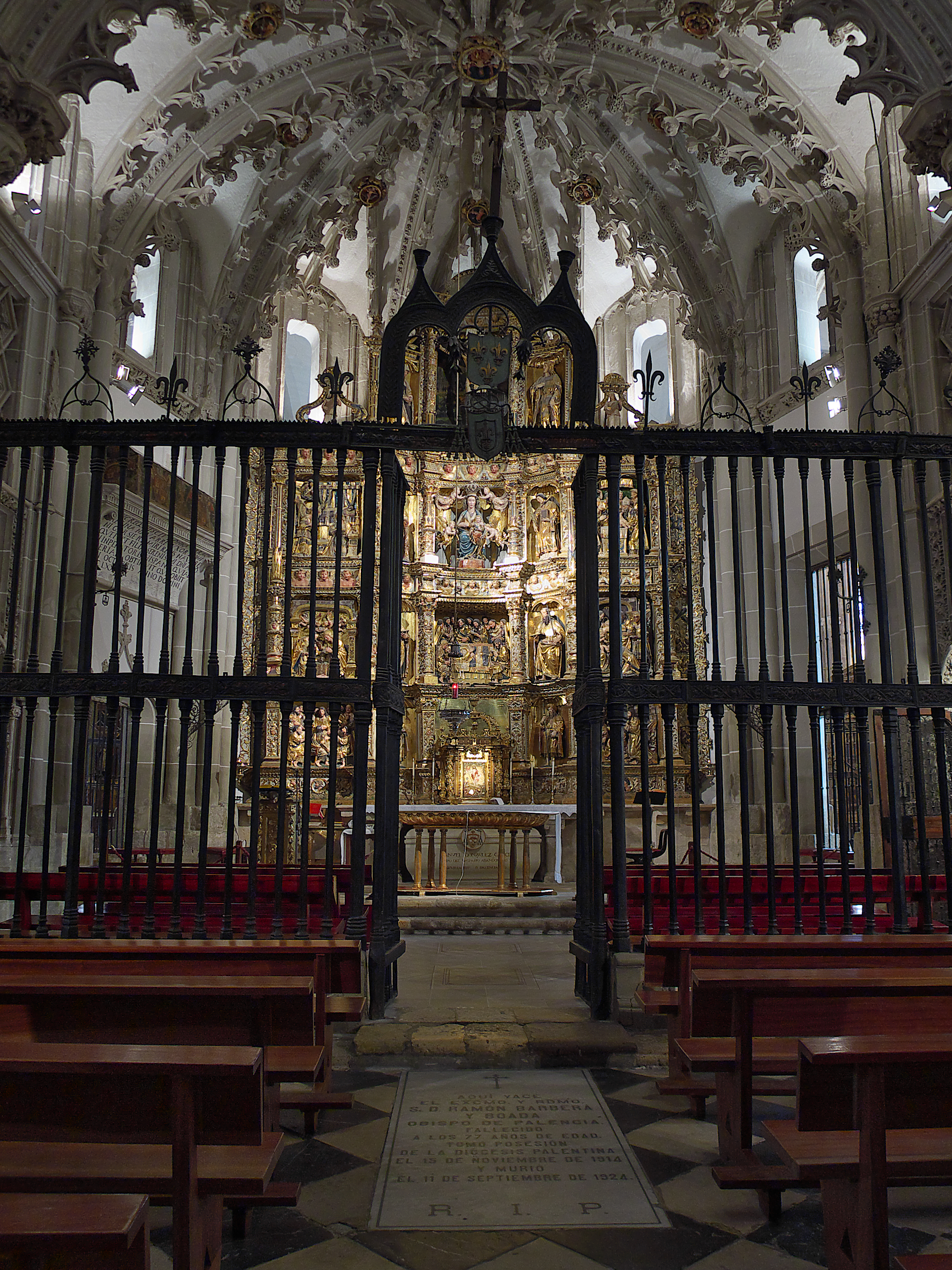
Entrada principal con su reja

La capilla consta dos rejas, una situada en el lado norte de la estancia y otra que da al falso crucero. La del lado norte que da a la girola es románica datada en los primeros años del siglo XIII. Está compuesta por dos puertas de 2,45 por 0,90 m. La hoja de la derecha está a su vez dividida horizontalmente por un travesaño de madera donde se acopla la cerradura. Los barrotes son verticales y cuadrillados, unidos con grapas por las clásicas volutas o espirales de las rejas románicas.
La otra reja que da al falso crucero es la entrada principal de la capilla. Es un trabajo atribuido al rejero salmantino Luis de Paredes. En su crestería se ven los escudos del cabildo y del mecenas fray Alonso de Burgos. Está compuesta por dos cuerpos y tres calles separadas por pilares poligonales. Se remata en el centro con un arco trilobulado que sostiene dos escudos, el del Cabildo y el de fray Antonio de Burgos.

## Mesa de altar antigua
El conjunto del retablo se apoya sobre una mesa de altar antigua románica del siglo XII, hecha en piedra bien trabajada que se creía perdida y como no estaba catalogada no se conocía su existencia. Era la mesa de altar de la antigua capilla mayor cuando estuvo ubicada en este espacio. Se encontraba oculta bajo materiales de relleno hasta que fue descubierta el año 1971 cuando se hizo una pequeña reforma en la capilla con el fin de adecuarla a las normas litúrgicas vigentes a partir del Concilio Vaticano II. Consta de una lápida de piedra de 3,33 m por 1,60 por 0,18 de altura que se apoya sobre dos columnas románicas con basa, fuste y capiteles decorados con sencillos motivos vegetales. Su ara es de ágata y se conserva en buen estado.

## Enterramientos
Uno de los elementos más destacados de la capilla es el sepulcro de la reina Urraca de Pamplona, que fue hija ilegítima de Alfonso VII el Emperador, rey de León. 

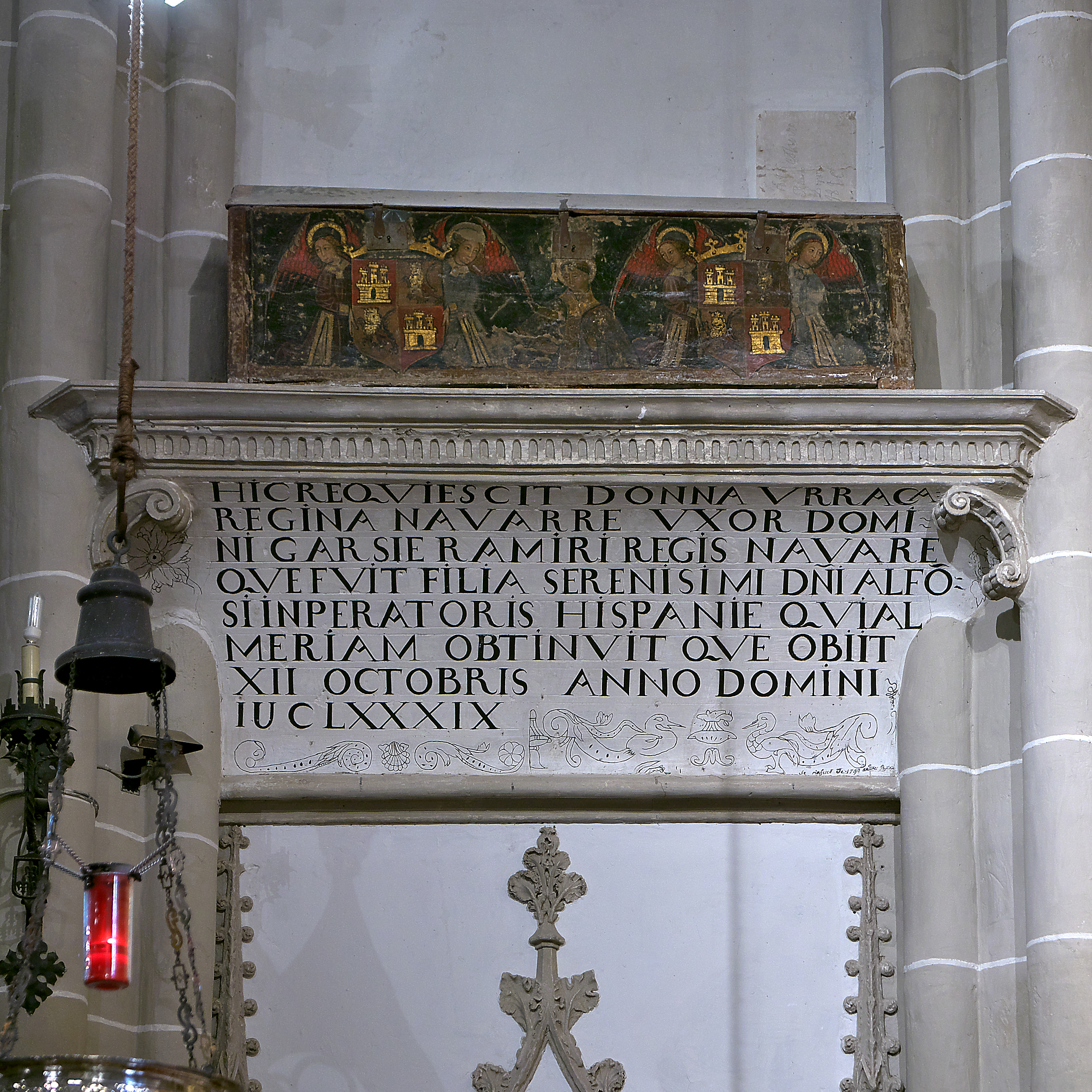
Sepulcro de la reina Urraca

Se descubrió este sepulcro en el suelo, al remover las gradas de la capilla para su restauración. Está situado en la pared interior de la capilla, colocado en alto en el lado del Evangelio. Es un arcón que guarda los restos de esta reina navarra. Está decorado con pinturas del siglo XII con dos parejas de ángeles que sujetan escudos heráldicos de Castilla y León más el diácono san Agustín en el centro. En el paño de la pared y bajo el arcón puede leerse una inscripción:

Aquí descansa doña Urraca reina de Navarra mujer de don García Ramírez rey de Navarra, que fue hija del serenísimo don Alfonso emperador de España que conquistó Almería, que murió el XII de octubre del año del Señor 1189

En el suelo de la capilla están enterrados algunos obispos de Palencia del siglo XX: Ramón Barberá y Boada (1924) y Anastasio Granados García (1978). Debajo de la mesa de altar antigua se veneran los restos mortales del obispo Manuel González García (1935 – 1940), proclamado santo por el papa Francisco el 3 de marzo de 2017. A la entrada de la capilla, una estatua de este santo, colocada en el año 2016, muestra su figura señalando al sagrario de la capilla.
Sepulcro de Inés de Osorio:

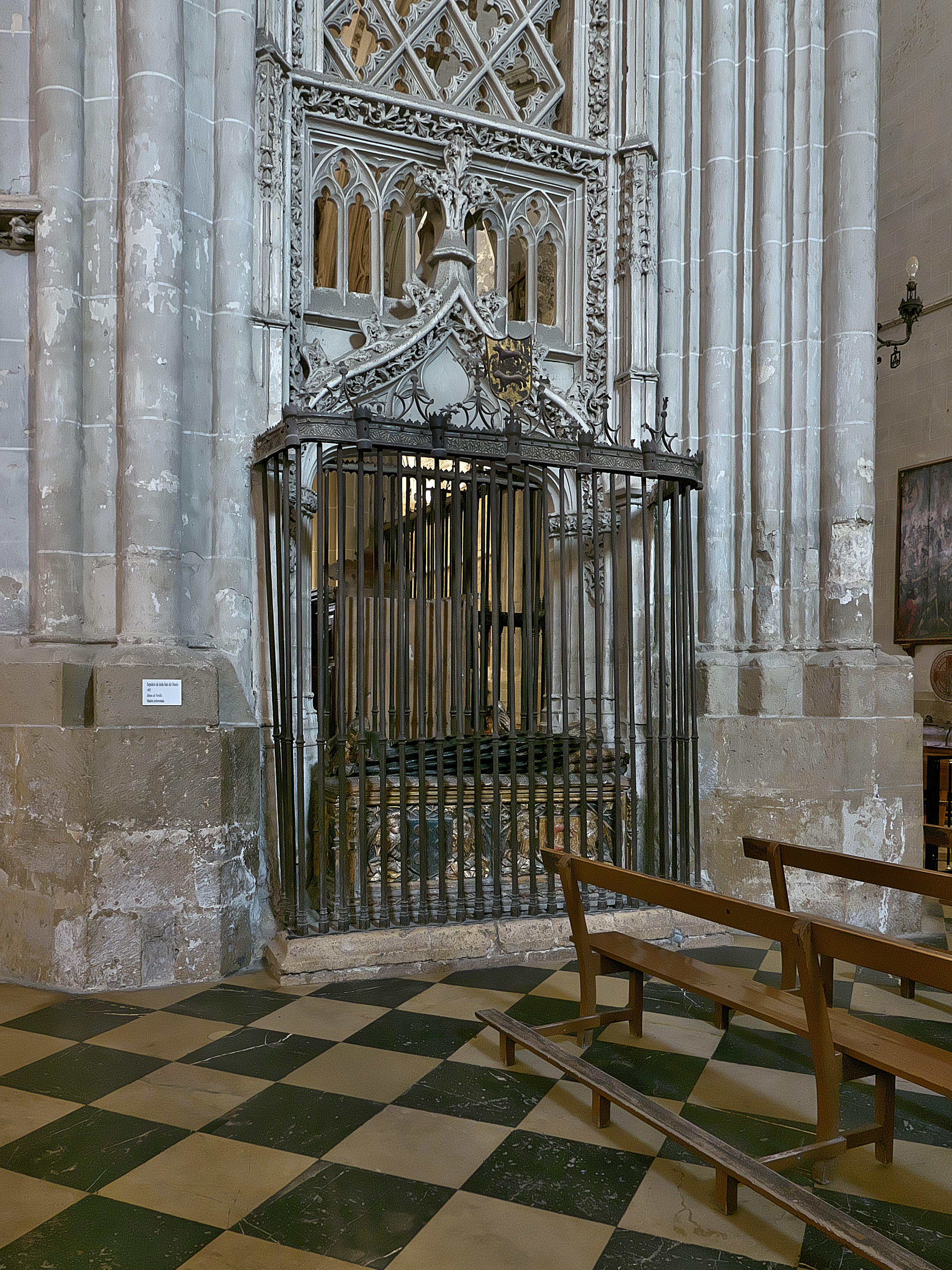
Sepulcro de Inés de Osorio

Está situado en el lateral izquierdo y por la parte exterior del muro. Es un arcón-pedestal del siglo XV, obra del maestro Alonso de Portillo, construido en madera labrada y policromada. Sobre el arcón se encuentra la estatua yacente en madera policromada de la dama, que lleva un libro abierto. Inés de Osorio fue mecenas de la catedral. Murió el 20 de junio de 1492, según consta en el epitafio escrito en letras góticas.

## Lámparas votivas
Alumbran el sagrario permanentemente tres lámparas. La central es de plata y lleva una inscripción:

Dio esta lámpara D. Aº. Alonso Paz Heredia, Arcediano del Cerrato, canónigo de esta iglesia, Capilla del Santísimo y que no se puede sacar de ella. Año 1652.